# Zwierzyniec (stad)
Zwierzyniec is een stad in het Poolse woiwodschap Lublin, gelegen in de powiat Zamojski. De oppervlakte bedraagt 4,84 km², het inwonertal 3324 (2005).

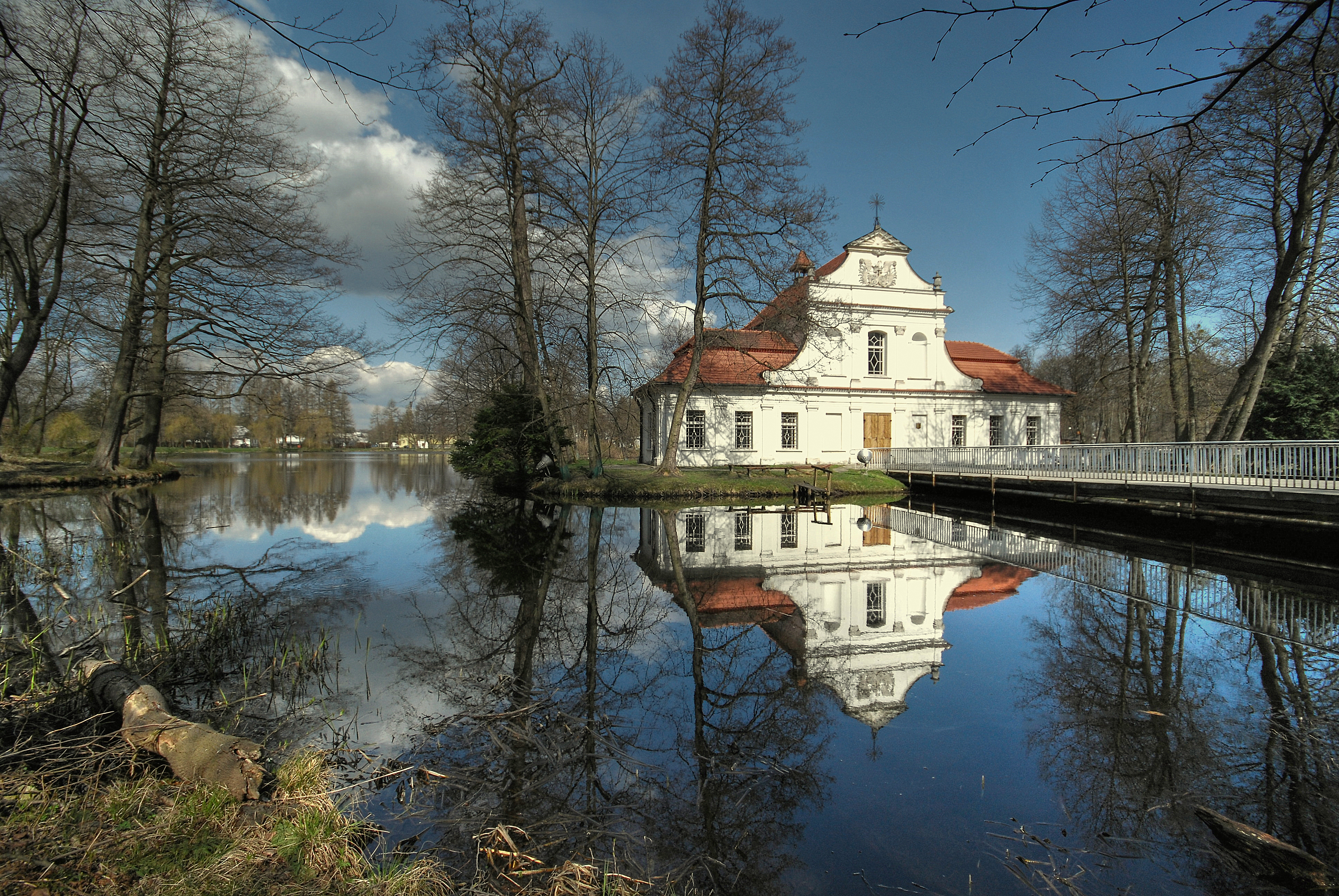

De plaats werd in de 16e eeuw opgericht door de familie Zamoyski.
Het is het meest noordelijk gelegen plaats van het nationaal park Roztocze.

## Verkeer en vervoer
- Station Zwierzyniec Towarowy
- Station Zwierzyniec Towarowy LHS